# تابیو
تابیو (به اسپانیایی: Tabio) یک سکونتگاه مسکونی در کلمبیا است که در بخش کوندینامارکا واقع شده‌است.